# برگ‌خنجری
برگ‌خنجری (نام علمی: Pandanus tectorius) نام یک گونه از سرده کادی است.